# Amandelogen

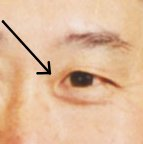
Oost-Aziatische man met amandelogen

Amandelogen (epicanthus, Latijn: plica palpebronasalis) is een huidplooi van het bovenste ooglid (van de neus tot de binnenzijde van de wenkbrauw) die de binnenhoek van het oog bedekken bij sommige mensen. Dit fenomeen ontstaat doordat het ooglid meer ontwikkeld is en leidt tot een lagere plooi in het ooglid.
Amandelogen komen voor bij volken van Centraal- en Oost-Aziatische afkomst, zoals Kazachen, Hazara, Koreanen, Japanners en enkele Zuid- en Zuidoost-Aziatische volken zoals de Birmezen, Vietnamezen, Cambodjanen, Thai, Bhutanen, noordelijke Nepalezen, Tibetanen, sommige Indonesische volkeren en nog een aantal volken. Ook bij de Inuit, Saami, Amerikaanse indianenvolken, Afro-Aziaten, Khoisanvolken en bevolkingsgroepen uit Zuid-Soedan zoals de Dinka en de Nuer komt het voor. 